# لينوس مالمبورغ
لينوس مالمبورغ (بالسويدية: Linus Malmborg)‏ (16 فبراير 1988 بالسويد - ) هو لاعب كرة قدم سويدي في مركز الدفاع. لعب مع غيفلي ونادي آسيريسكا ونادي أوسترس ونادي فارنامو ونادي فاسالوندس.

## وصلات خارجية
- لينوس مالمبورغ على موقع اتحاد السويد (السويدية)
- لينوس مالمبورغ على موقع قاعدة بيانات كرة القدم.إي يو (الإنجليزية)
- لينوس مالمبورغ على موقع Soccerway.com (الإنجليزية)